# 立花貞則
立花 貞則（たちばな さだのり）は、筑後国柳河藩の第6代藩主。第5代藩主・立花貞俶の次男。母は側室・涼体院（柴田喜右衛門の娘）。福岡藩主黒田継高の娘と婚約。幼名は虎之進、虎吉。

## 生涯
享保12年5月12日（1727年6月30日）、柳河にて生まれた。なお、幕府には2年早い享保10年5月12日（1725年6月22日）で届けている。既に長兄孫次郎が享保8年（1723年）に早世し、また、享保18年（1733年）に父の正室である松子が死去したこともあってか、享保19年（1734年）に父から後継者として選ばれた。
元文4年（1739年）に江戸藩邸に入り、将軍徳川吉宗に初御目見をして、元文5年（1740年）に従五位下丹後守に任官した。元文年中に黒田継高の娘と婚約する。寛保2年（1742年）に伯耆守に改める。
延享元年（1744年）、父の死により跡を継ぎ、飛騨守に改める。延享2年（1745年）には従四位下に昇る。しかし延享3年7月17日（1746年9月2日）、豊前国大里浜にて急死した。藩はその死去を秘密とし、遺体を生存のごとく柳河城に入城させた上で、その6日後の7月29日にその死去を公表の上で喪に服する。享年20（公式では22）。墓所は福厳寺。嗣子が無く、跡を弟の鑑通が継いだ。

## 官位履歴
- 元文5年12月21日（1740年） -従五位下丹後守
- 寛保2年6月5日（1742年） -伯耆守に転じる。
- 延享元年7月19日（1744年） -飛騨守に転じる。
- 延享2年閏12月16日（1745年） -従四位下に昇進。

## 系譜
- 父：立花貞俶（1698-1744）
- 母：結、涼躰院 - 柴田喜右衛門の娘
- 婚約者：黒田継高の娘
- 養子
  - 男子：立花鑑通（1730-1798） - 実弟